# Christoph Körner (Eishockeyspieler)
Christoph Körner (* 9. Juli 1997 in Garmisch-Partenkirchen) ist ein deutscher Eishockeyspieler, der zuletzt bis zum Ende der Saison 2023/24 beim EC Bad Nauheim aus der DEL2 unter Vertrag gestanden und dort auf der Position des Stürmers gespielt hat. Zuvor absolvierte Körner unter anderem annähernd 100 Spiele für die Fischtown Pinguins Bremerhaven und Düsseldorfer EG in der Deutschen Eishockey Liga (DEL).

## Karriere
Körner wechselte als Jugendlicher von seinem Heimatverein SC Riessersee zum EC Bad Tölz und gab im Verlauf der Saison 2013/14 in der Herrenmannschaft der Tölzer Löwen sein Debüt in der drittklassigen Oberliga. Anschließend wechselte der Stürmer für zwei Jahre in die von der Red Bull GmbH unterstützte Nachwuchsakademie des österreichischen Klubs EC Red Bull Salzburg.
Im April 2016 wurde Körner von den Hamburg Freezers verpflichtet, sollte für die Hanseaten aber nie zum Einsatz kommen, da sich die Freezers vor Beginn der Saison 2016/17 aus dem Spielbetrieb der Deutschen Eishockey Liga (DEL) zurückzogen. Er kam stattdessen bei den Fischtown Pinguins Bremerhaven unter, bei denen er innerhalb der Hamburg-Bremerhavener Kooperation ohnehin als Förderlizenzspieler hätte Einsatzzeit in der DEL2 bekommen sollen. Die Bremerhavener erhielten die nach dem Freezers-Aus freigewordene DEL-Lizenz und statteten Körner im Januar 2017 mit einer Förderlizenz für den Zweitligisten Heilbronner Falken aus. Im Januar 2018 wurde Körner von Bremerhaven an die Dresdner Eislöwen aus der DEL2 ausgeliehen. In der Saison 2018/19 wurde Körner mit einer Förderlizenz ausgestattet und stand regelmäßig bei den Eispiraten Crimmitschau auf dem Eis.
Zur Saison 2019/20 wechselte Körner zur Düsseldorfer EG, konnte sich jedoch dort nicht durchsetzen und verließ die DEG nach nur einem DEL-Einsatz in Richtung Crimmitschau. Im Sommer 2020 wechselte Körner innerhalb der DEL2 zum EC Bad Nauheim, wo er insgesamt vier Jahre aktiv war. Nach der Saison 2023/24 wurde das Engagement nicht fortgeführt und Körner kündigte an, im Sommer 2024 eine Ausbildung zu beginnen. Parallel dazu schloss er sich im Juni 2024 dem Oberligisten SC Riessersee aus seiner Geburtsstadt an. 

### International
Körner spielte für den deutschen Nachwuchs erstmals bei World U17 Hockey Challenge im Januar 2014. Im Folgejahr nahm er an der U18-Junioren-Weltmeisterschaft teil. Mit der deutschen U20-Auswahl spielte er 2016 und 2017 in der Division IA.

## Erfolge und Auszeichnungen
- 2013 Deutscher Schülermeister mit dem EC Bad Tölz
- 2015 EBJL-Meister mit der RB Hockey Academy

## Karrierestatistik
Stand: Ende der Saison 2023/24

### International
Vertrat Deutschland bei:
- World U-17 Hockey Challenge Januar 2014
- U18-Junioren-Weltmeisterschaft 2015
- U20-Junioren-Weltmeisterschaft der Division IA 2016
- U20-Junioren-Weltmeisterschaft der Division IA 2017

(Legende zur Spielerstatistik: Sp oder GP = absolvierte Spiele; T oder G = erzielte Tore; V oder A = erzielte Assists; Pkt oder Pts = erzielte Scorerpunkte; SM oder PIM = erhaltene Strafminuten; +/− = Plus/Minus-Bilanz; PP = erzielte Überzahltore; SH = erzielte Unterzahltore; GW = erzielte Siegtore; 1 Play-downs/Relegation; Kursiv: Statistik nicht vollständig)